# Оли
Оли (на английски: ollie) е основен трик в скейтбординга, който представлява отлепване от земята без хващане на дъската. За пръв път е направен през 1977 г. от рамповия скейтбордист Алан Гелфанд, по прякор Оли. През 1982 г. Родни Мълен прави първото оли от хоризонтална позиция, като използва задния крак да скочи върху борда, докато вдига предния, за да позволи отскачането на борда и изравняването във въздуха. Използва се за преодоляването на препятствия – височини, дупки или неравности по терена, както и да се скача на и от високи повърхности.
Навлиза в английския език през 1979 г.

## Разновидности
- Ноли – съкратено от „носово оли“, при което предният крак изпълнява повдигането на борда, а задният води дъската.
- Суич (обърнато) оли (Switch Ollie) – ноли, изпълнено в обратна позиция (позиция, обратна на движението на борда).
- Фейки (фалшиво) оли (Fakie Ollie)- Оли, изпълнено при каране назад.
- Китайско оли – изпълнено без настъпване на борда, а чрез използването на неравности в терена за отскок.
- 180-градусово оли – борда и скейтбордистът изпълняват обръщане на 180 градуса във въздуха в една и съща посока. Краката на стейтбордистът са върху дъската.
- 180-градусово ноли – също като 180-градусово оли, но изпълнено от позиция на ноли.
- Половин-каб (Half-Cab) – 180-градусово фейки. При изпълнение на 36-градусово обръщане, трикът се нарича Пълен-каб (Full-Cab). Наречено е на Стив Кабалеро, който пръв изпълнява трика.
- 180-градусово суич оли
- 360-градусово оли – пълна ротация на тялото и борда в една посока.
- Оли на един крак (One Footed Ollie) – предният крак е пред носа на борда.
- Южно оли – оли, при което задният крак придържа опашката наравно с предницата на борда.

## Рекорди в Книгата на Гинес
- Първото оли е и първият скейтборд трик. Записан е на името на Алан Гелфанд на 1 януари 1976 г. Дотогава се е използвал терминът „въздушен трик без ръце“ (no-hands aerial).[3]
- Най-високото оли е 114,3 см (45 инча), направено от Олдрин Гарсия на 15 февруари 2011 г. в Лас Вегас, Невада, по време на Maloof High Ollie Finals. Олито е изпълнено над твърда летва без да се осъществи контакт с нито една част на тялото или борда.[4][5] Второто най-високо оли е 44,5 инча, направено от Дани Уейнрайт.
- Най-много 180-градусови олита за една минута – 17, са направени от Грей Меса на 30 юли 2010 г. по време на Екстремните игри (X Games) в Лос Анджелис, САЩ.[6]
- Най-много big spin олита за една минута – 12, са направени от Роб Дирдек на 17 септември 2007 г. в шоуто The Rob & Big Show по MTV.[7]
- Най-много последователни олита – 242, са направени от Ерик Карлин на 16 юли 2011 в Маунт Лоръл, Ню Джърси, САЩ. Карлин чупи рекорда с четвъртия си опит (другите опити са 55, 120 и 20).[8]
- Най-дългото оли (кикфлип) на сноускейт борд е 3,45 м, изпълнено от Фил Смeйдж на 27 януари 2007 г. по време на Единадесетите зимни екстремни игри (ESPN's Winter X Games 11) в Аспен, Колорадо.[9]
- Най-високото оли (кикфлип) на сноускейт борд е 72,4 см, изпълнено от Фил Смeйдж на 29 януари 2010 г. по време на Четиринадесетите зимни екстремни игри (ESPN's Winter X Games 14) в Аспен, Колорадо.[10]